# Waldviertel

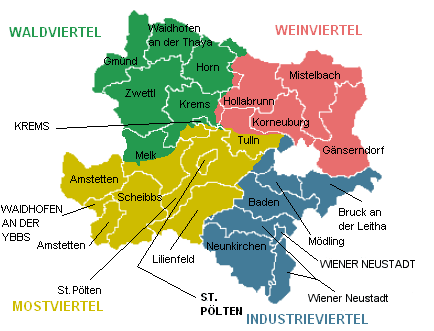
Het Waldviertel in het groen

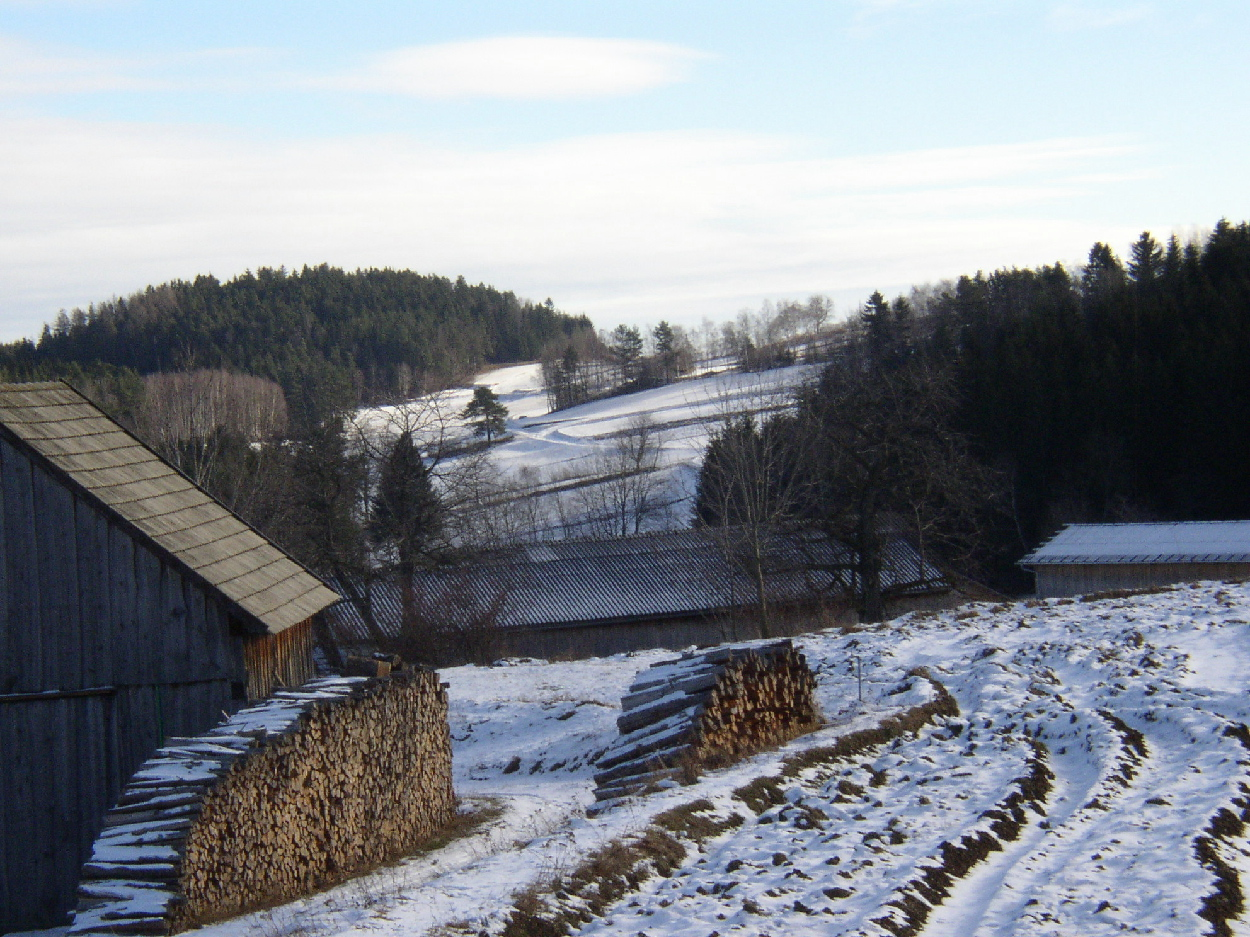
Het Waldviertel bij Bad Großpertholz

Het Waldviertel is een historisch kwartier, dat het noordwestelijke deel van de Oostenrijkse deelstaat (Bundesland) Neder-Oostenrijk beslaat. In het zuiden grenst het aan het Mostviertel, in het zuidwesten aan de Opper-Oostenrijkse kwartieren het Mühlviertel en het Traunviertel, in het noorden en noordwesten aan Tsjechië en in het oosten aan het Weinviertel. De Donau vormt de natuurlijke zuidgrens, de bergrug van de Manhartsberg (537 m) de oostgrens. Een deel van het Weinviertel wordt Marchfeld genoemd.
Het Waldviertel heeft een omvang van circa 4600 km² en een bevolking van ongeveer 231.000 personen (1991). De belangrijkste plaatsen van het gebied zijn Gmünd, Waidhofen an der Thaya, Horn, Zwettl en Krems.